# Monasterio de Tejeda
El monasterio de Tejeda (también Monasterio de Nuestra Señora de Tejeda), es un complejo religioso católico situado en el municipio de Garaballa, provincia de Cuenca (Comunidad Autónoma de Castilla-La Mancha, España). Actualmente es regentado como hotel.
El santuario fue fundado por la Orden Trinitaria (en latín Ordinis Sanctae Trinitatis et Captivorum), y en su iglesia se venera la imagen de la Virgen de Tejeda, aparecida a un pastor sobre un tejo en 1205.

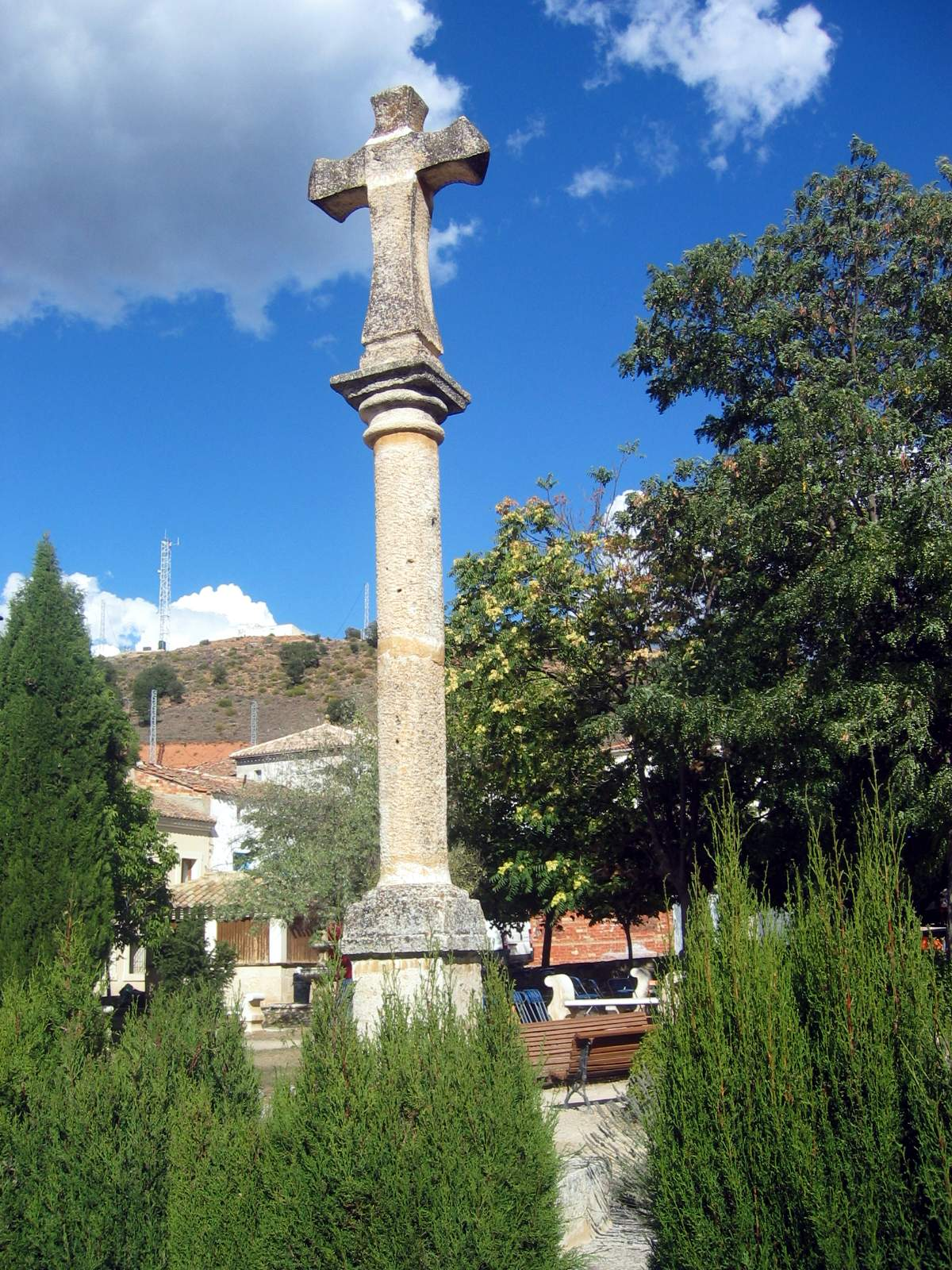
Detalle del crucero existente en la explanada del monasterio

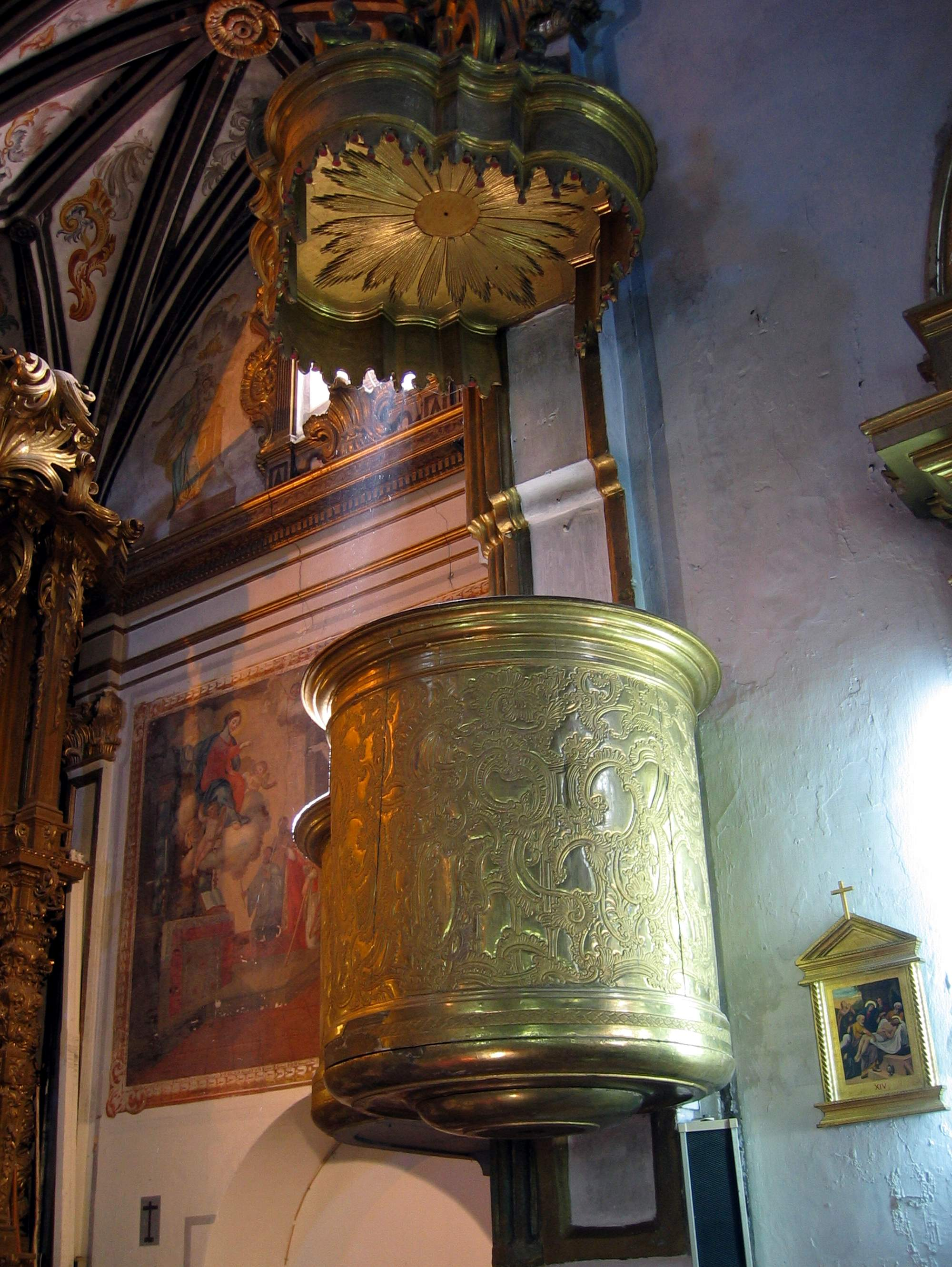
Detalle de púlpito en la iglesia

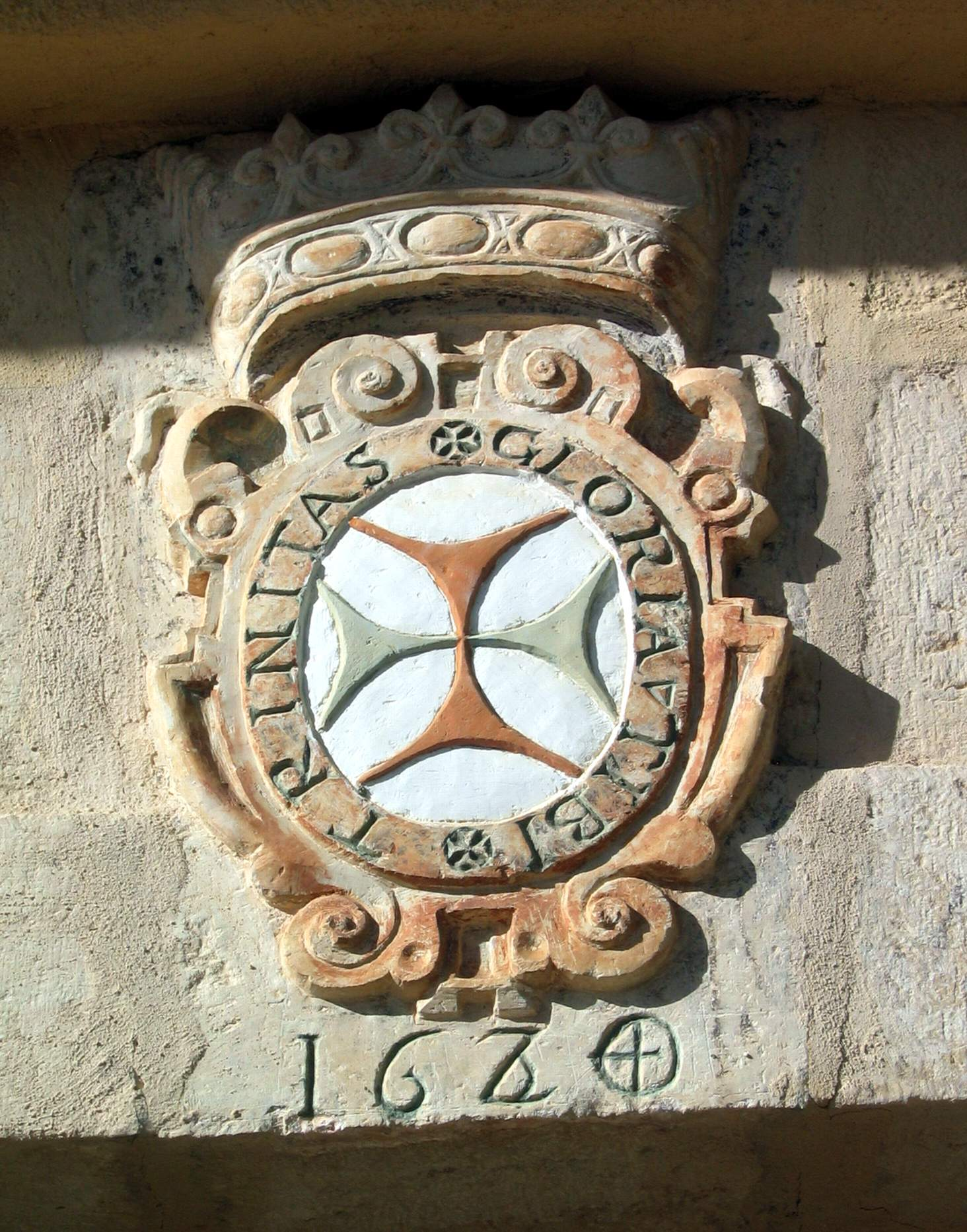
Detalle de escudo con la cruz trinitaria -Trinitas Gloria Tibi- en el frontis de la fachada meridional

## Historia
Inicialmente se construyó una pequeña ermita y posteriormente se fundaron dos convento: uno poco después de la aparición o hallazgo de la imagen (siglo XIII, principios) y otro tras la riada que arrasó el primero (siglo XVII, principios), distinguiéndose a los efectos dos santuarios:

### Tejeda la Vieja
El primer santuario se levantó en el entorno geográfico inmediato a donde dice la tradición se produjo la «aparición» o «manifestación» de la Divinidad –un autor del siglo XVIII (1779), escribe-:

«[...] le mandó (la Virgen a Juan Pastor) fuese al Obispo, para que la fundase Iglesia, y traxese los Religiosos que tenían aquella señal, mostrándole en una piedra que tienen en la mano derecha la (cruz triangular) de la Santísima Trinidad».
Historia del santuario, y celebre imagen de Nuestra Señora de Texeda, Antonio Gaspar Vermejo

Formalmente, el obispo Julián notificó al rey lo sucedido, y «trayendo en su compañía a S. Juan de Mata, á quien (...) le dio noticia de la aparición de la Virgen», al tiempo que le manifestaba la voluntad de Nuestra Señora «de que le fundase Convento de su religión, y le dixo enviase quanto antes Religiosos que le fundasen». Mandó venir el prior a Guillermo Escoto, «quien obedeció puntual, y vino a fundar el Convento primitivo, que fue cerca del sitio donde se apareció la Virgen, y donde aún se registran sus cimientos».
Según el piadoso relato, el primer convento de Tejeda fue fundado en las proximidades del lugar de la aparición, labor encomendada a Guillermo Escoto por Juan de Mata (ca.1150-1213), cofundador de la Orden Trinitaria.
Según refiere Velasco Maíllo (1989), «Los lugares de hallazgo o aparición son cualificados a través de la leyenda como lugares de culto», y «espacios rituales», en los que invariablemente acaban construyéndose santuarios. Estos lugares suelen encontrase fuera de centros habitados, asociados a zonas de importancia ecológica para una comunidad, como vegas, fuentes, manantiales, ríos, puntos geográficos significados, cuevas, etcétera.
La erección de un santuario en el mismo lugar físico donde ha tenido lugar la hierofanía –aparición, hallazgo de imagen- es una constante en las manifestaciones marianas tradicionales, en lo que colabora «la naturaleza y el paisaje», «razón de ser del santuario», a la vez que «expresión profunda del entorno natural» donde ha tenido lugar el fenómeno. Tanto puede interpretarse así que entre el santuario, la naturaleza y el hombre se produce una síntesis –Martínez García (2002), citando a Maldonado (1985)-:

«El santuario viene a ser el símbolo por medio del cual el hombre a través del monte, del valle, la gruta, el río, la fuente, el árbol, el bosque, entra en contacto con (lo Divino) y hace suyo lo sagrado».
 Texeda la Vieja (Garaballa). Arqueología y mitología de un espacio sagrado en la Serranía de Cuenca , José Manuel Martínez García

Acerca de la ubicación del primitivo complejo conventual existen los relatos de los historiadores antiguos, que indican un lugar aproximado, con referencias poco precisas, proponiendo que pudo ser sobre el solar o en un lugar próximo donde se construyó la ermita inicial, erigida a «unos cien pasos del texo» donde se produjo la aparición, un «lugar estrecho, sombrío y expuesto a las avenidas» del río Ojos de Moya.
Actualmente se especula que el asiento más probable –no el más conveniente- pudo estar «en la margen derecha del río», frente al antiguo molino de papel, dado que en este lugar existen evidencias «de fábrica de mampostería y mortero de cal de cronología medieval». Propiamente, sin embargo, solo la prospección arqueológica reglada podrá dar respuesta definitiva al enigma del lugar correcto.
En cuanto al orden temporal, la fecha más lejana para la construcción del primitivo Santuario de Tejeda se ha establecido la de 1207, dos años después de la «manifestación» de la Virgen a «Pedro el Pastor». La obra contó con el beneplácito y la ayuda material del obispo de Cuenca, futuro san Julián, que falleció al año siguiente (1208). En la relación de fundaciones trinitarias de 1209 (Bula de Inocencio III), no aparece el convento de Tejeda, quizá porque a la fecha todavía estaba construyéndose. A falta de otras fuentes, resulta razonable pensar que la construcción corriera a cargo de los vecinos y devotos de los pueblos más próximos. Las dependencias del complejo conventual serían las habituales entonces para este tipo de centros, más bien sencillas y elementales, aunque únicamente hay constancia documental del claustro, pues con motivo de la toma de posesión de su patronazgo por los primeros marqueses de Moya -don Andrés de Cabrera y doña Beatriz de Bobadilla-, hecho que tuvo lugar el 13 de noviembre de 1504, «se hizo procesión por el claustro mientras era tañida la campana».
Sea como fuere, los historiadores antiguos ya manifiestan que el lugar donde se construyó el primer convento era inadecuado -«estrecho, sombrío y expuesto a las avenidas»-: ello hace suponer que debió padecer muchas riadas y desbordamientos del río a lo largo del tiempo, hasta «la formidable inundación de 1516», que «anegó y arruinó totalmente iglesia y convento». La causa de que queden pocos vestigios del primitivo convento se ha explicado por las avenidas del río y consiguientes inundaciones, anteriores y posteriores a la principal, que anegarían el lugar; pero también por la construcción de un Molino de papel (en 1743), levantado enfrente, aunque en la orilla contraria, «para cuya obra se emplearon los materiales de derribo del antiguo convento». Tras el descombro, el solar del antiguo convento fue convertido en huerto de cultivo.

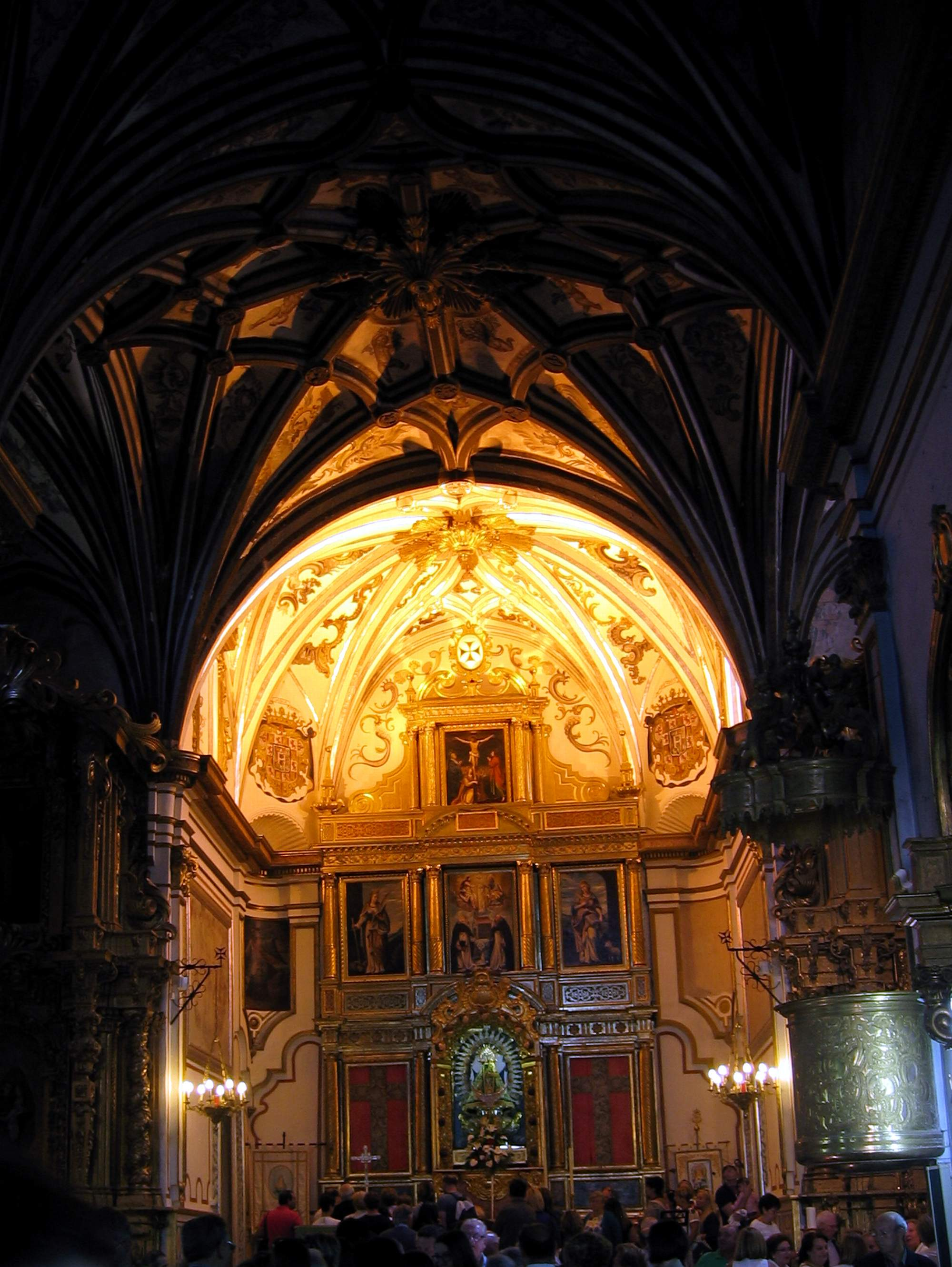
Nave central

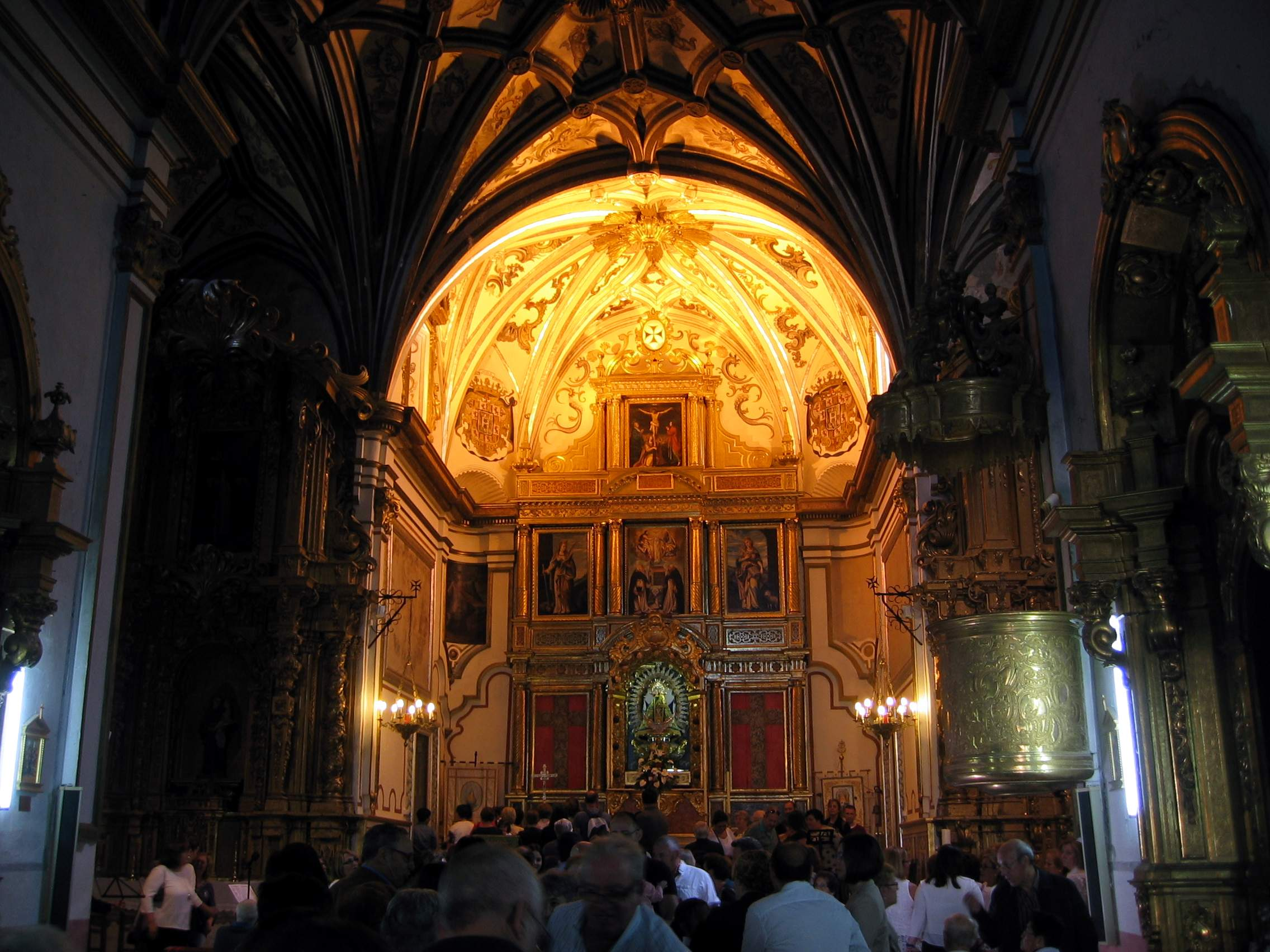
Nave central

### Tejeda la Nueva
El nuevo monasterio de Tejeda puede darse por terminado el 30 de mayo de 1581, con el pago al maestro Domingo Lozano (vecino de Teruel) de los últimos réditos, equivalentes a 800 ducados. Un historiador trinitario del siglo XVII (1663) escribe del edificio:

«Es una fábrica muy hermosa y puede competir con cualquiera de nuestro Provincia, no tanto por lo grande como por lo bien labrada y perfeccionada. (...) El retablo del altar mayor es el mejor de toda esta tierra».
 Milagros y loores (de) Santa María de Texeda , Pedro Ponce de León

El monasterio y su orden gozarón de la protección los marqueses de Moya, en especial desde que estos asumieron su Patronazgo sobre el Monasterio (1504), siendo muchos los personajes notables vinculados al convento. A lo largo de su secular historia fue testigo de acontecimientos importantes, entre los que destacan los septenarios, con la subida de la imagen de la Virgen de Tejeda a la villa de Moya –el primero tuvo lugar en 1639-, contando además con las romerías anuales en la onomástica de la Virgen –el 8 de septiembre-, que goza de la devoción de múltiples pueblos y aldeas de Cuenca, Teruel y Valencia, entre los que se cuentan los del vecino Rincón de Ademuz. Asimismo, el convento y sus frailes fueron también testigos de muchas desdichas y atropellos: desastres de la Guerra de la Independencia Española (1808-1813), tropelías del Trienio Liberal (1820-1823), razias en las Guerras Carlistas, despojos durante las Desamortizaciones del siglo XIX, y saqueos en la Guerra Civil Española (1936-1939).
Durante la Guerra de la Independencia Española, el Monasterio de Tejeda fue requisado, los frailes expulsados y el recinto convertido en «Hospital de campaña». Asimismo sucedió durante la Guerra Civil Española en que fue habilitado como «Hospital Militar de Base», para atender a los enfermos y heridos del frente sur de Teruel,- en conexión con el Hospital de Sangre de Torrebaja.
Actualmente, el Monasterio de Tejeda funciona como Hospedería, manteniéndose únicamente la iglesia de Nuestra Señora de Tejeda como lugar de culto.